# Mašvina
Mašvina falu Horvátországban, Károlyváros megyében. Közigazgatásilag Rakovicához tartozik.

## Fekvése
Károlyvárostól 54 km-re délre, községközpontjától 6 km-re északkeletre, a Kordun területén fekszik.

## Története
A település szerb lakossága még a 17. században települt be a török által elfoglalt területekről. Templomukat 1883-ban építették. 1857-ben 315, 1910-ben 400 lakosa volt. Trianonig Modrus-Fiume vármegye Ogulini járásához tartozott. A második világháború során templomát felgyújtották és 1987-ig romokban hevert. A horvát közigazgatási reform előtt Szluin község része volt. 1991-től 1995-ig a Krajinai Szerb Köztársasághoz tartozott. 1995 augusztusában a Vihar hadművelet során foglalta vissza a horvát hadsereg. 2011-ben 4 lakosa volt.

## Lakosság
| Lakosság változása | Lakosság változása | Lakosság változása | Lakosság változása | Lakosság változása | Lakosság változása | Lakosság változása | Lakosság változása | Lakosság változása | Lakosság változása | Lakosság változása | Lakosság változása | Lakosság változása | Lakosság változása | Lakosság változása | Lakosság változása |
| ------------------ | ------------------ | ------------------ | ------------------ | ------------------ | ------------------ | ------------------ | ------------------ | ------------------ | ------------------ | ------------------ | ------------------ | ------------------ | ------------------ | ------------------ | ------------------ |
| 1857               | 1869               | 1880               | 1890               | 1900               | 1910               | 1921               | 1931               | 1948               | 1953               | 1961               | 1971               | 1981               | 1991               | 2001               | 2011               |
| 454                | 808                | 611                | 594                | 627                | 579                | 518                | 483                | 140                | 144                | 129                | 95                 | 319                | 191                | 6                  | 4                  |

## Nevezetességei
Urunk Mennybemenetele tiszteletére szentelt szerb pravoszláv temploma 1883-ban épült. A II. világháborúban leégett és csak 1987-ben kezdtek a felújításához. Egyhajós épület félköríves szentélyzáródással. Harangtornya a homlokzat előtt magasodik, gúla alakú toronysisakkal.